# 혈액형 성격설
혈액형 성격설(血液型性格說, 영어: blood type personality theory)은 ABO식 혈액형에 따라 사람의 성격이 영향을 받는다는 속설이자 사이비과학이다. 이 속설은 20세기 초 유럽에서 시작되어 한국과 일본 등에 전파되었다. 그러나 혈액형 성격설은 과학적 근거가 없는 일종의 유사과학이며, 혈액형을 기준으로 사람의 성격을 미리 재단하는 것은 일종의 차별에 해당할 수 있다는 비판을 받고 있다.

## 유래
20세기 초 카를 란트슈타이너가 오직 수혈을 위해 ABO식 혈액형을 발견하였는데, 독일의 내과의사 둥게른과 폴란드의 생물학자 힐슈펠트는 이를 우생학적으로 적용하여 피의 형질에 따라 인간의 기질이 결정된다(주로 백인이 많은 A형의 우수성과 유색 인종이 많은 B형의 열등성)는 연구를 진행하기도 했다. 1927년 후루카와 다케지가 이 이론을 일본 제국에 전하며 관심을 불러모았는데, 그는 다른 연구에서 당시 폭동을 일으킨 대만 원주민에 O형이 많은 것을 들어 아이누인과 비교하며 인종개량론을 정당화하였다.
이후 이러한 이야기는 거의 잊혀져 있다가 1970년대에 방송 프로듀서인 노미 마사히코가 쓴 혈액형 성격설에 관한 책이 인기를 끌며 새로운 혈액형 성격론이 떠올랐다. 이는 여론에 큰 파장을 일으켜 인기를 얻는 한편 수많은 비판도 받기 시작했다. 이후 혈액형 성격설은 대한민국을 비롯한 여러 아시아 국가에도 전파되어 인기를 끌었다.

## 문화적 영향

### 대한민국
대략 2004년을 기점으로 한국에서도 혈액형 성격설이 유행하였다. 경향신문, 세계일보는 한국에서 부는 혈액형 열풍을 보도하였다. 2004년 메디TV의 설문 조사 결과 한국인의 75%가 혈액형과 성격에 밀접한 관계가 있다고 응답했다는 결과가 나왔다. 2006년 10월 24일 옥주현은 자신이 혈액형을 중요하게 본다며 "A형 남자가 잘 맞는 것 같다"고 말했다.
2004년 B형인 두 남녀의 사랑을 다룬 김현정의 노래 'B형 남자'는 B형을 매도한다는 비판에 직면했고 10월 27일 MBC 실험쇼 진짜? 진짜!도 B형을 부정적으로 묘사하여 항의를 받았다. 반면 같은 해 B형 남자를 옹호하는 영화 B형 남자친구가 방영되었고, B형인 강동원도 B형을 지지하는 발언을 했다. 이런 B형 열풍은 로이터, 아에라에 소개되며 비판을 받기도 했다.
2004년 농협 한밭사업단은 O형과 B형만 채용한다는 구인광고로 물의를 빚었다. 2007년 2월 강남교육청은 혈액형별로 공부법이 다르다는 책자를 배부해서 논란이 일었다.
음악계에도 혈액형 성격설은 영향을 끼쳤다. 2004년 5월 심현보는 앨범 'Blood Type-A'를 발매했고, 2005년 싸이는 앨범 '18번'에 '인생극장-A형, B형'이라는 곡을 수록하였다. 2009년 피디토미의 앨범 '혈액형 러브스토리'는 혈액형을 소재로 했다. 2010년 1월 유키스는 MBC every1에서 방영하는 '유키스의 뱀파이어'에 출연하였다. '유키스의 뱀파이어'의 컨셉은 "일상생활 속에서 혈액형별로 뚜렷한 성격 차이를 보여주는 심리 버라이어티"다. 2010년 4월 발매한 F(x)의 앨범 NU ABO에 'ABO'는 혈액형을 상징한다. 2011년 데뷔한 아이돌 B1A4의 이름은 멤버들의 혈액형에서 따온 것이다. 2012년 데뷔한 트루로맨스는 '트루로맨스 ABO'라는 프로그램에서 멤버마다 다른 혈액형을 컨셉으로 런칭했다. 2013년 록밴드 시베리안 허스키의 앨범 오드 아이즈(Odd Eyes)중 한 곡은 혈액형이 다른 두 남녀의 사랑을 다룬 'O형 여자, B형 남자'다.
OCN은 2010년 11월 혈액형 성격설에 기반을 둔 16부작 드라마 썸데이를 방영하였다. 2011년 5월 20일 인천종합문화예술회관에서는 혈액형을 주제로 한 연극 '내 남자의 혈액형'을 10일간 공연했다. 개그계에서는 2006년 B.O.A, 2011년 혈액형 브라더스라는 혈액형을 소재로 한 코너가 편성되었다. 혈액형에 관한 간단한 고찰은 혈액형 성격설을 최초로 다룬 웹툰이다.

## 비판
2006년 8월 20일 SBS에서는 혈액형 성격설 열풍을 비판적으로 다룬 'SBS 스페셜: 혈액형의 진실'을 방영했다. 연출 PD 오기현은 "인종, 외모, 성별에 이어 혈액형이라는 또 하나의 유사과학이 우리 사회의 편견을 조장하고 있다"며 "과학의 시대에 비과학적인 사고가 확산될 경우 입게 될 불이익과 후유증을 심각히 고민해야 한다"고 말했다. 2008년 대한혈액학회는 혈액형 성격설을 믿는 곳은 "한국과 일본뿐"이라며 혈액형 성격설을 부정했다. 한규섭 교수는 혈액형이 성격과 관련이 있다는 과학적인 근거가 없다고 언급했다. 물리학 교수 김범준은 "과학이 발전하면서 다양한 생물학적 결정론이 부단히 부정돼온 것은 주지의 사실"이라면서 "혈액형에 따라 사람을 구별하는 것은 구별이 아니라 차별"이라고 비판했다. 2020년 이후에는 AI를 활용한 연구가 진행 중이다. 모두 정답률은 우연보다 유의하게 높았다.
2022년에는 과학저널 『네이처』에 ABO형 혈액형과 장내세균에 관한 논문이 3편 발표되었다. 질병, 정신과 인과 관계가 있는 세균의 존재량 차이가 나타났다.

## 같이 보기
- 바넘 효과

## 참고 자료
- 조소현 (So Hyun Cho), 서은국 (Eun Kook M. Suh), 노연정 (Yoen Jung Ro), 혈액형별 성격특징에 대한 믿음과 실제 성격과의 관계, 한국심리학회, <한국심리학회지 : 사회 및 성격> 19권4호 (2005), pp.33-47.
- 류성일 (Sung Il Ryu) , 손영우 (Young Woo Sohn), 혈액형 유형학 연구에 대한 개관: 사회문화적, 행동과학적 및 생화학적 관점에서, 한국심리학회, <한국심리학회지 : 사회 및 성격> 21권3호 (2007), pp.27-55.
- 김충식, 이선규, 한국과학기술정보연구원 (KISTI), 성인들의 혈액형과 성격 및 항 스트레스와의 관련성 연구, <한국산학기술학회논문지 (한국산학기술학회)> 12권6호 (2011), pp.2554-2560. - O형이 다른 혈액형에 비하여 주의 지수나 항스트레스 지수에서 높게 차이가 났다.
- Locong AH, Roberge AG (1985), Cortisol and catecholamines response to venisection by humans with different blood groups, Clin Biochem, 18, 1, 67-69.
- Sakamoto, A., & Yamazaki, K. (2004), Blood-typical personality stereotypes and self-fulfilling prophecy: A natural experiment with time-series data of 1978–1988., Progress in Asian Social Psychology, Vol. 4, 239–262.
- Beom Jun Kim, Dong Myeong Lee, Sung Hun Lee and Wan-Suk Gim (2007), Blood-type distribution, Physica A: Statistical and Theoretical Physics, 371, 1, 533-540.
- Wu, K., Lindsted, K. D., & Lee, J. W (2005), Blood type and the five factors of personality in Asia, Personality and individual differences, 38, 4, 797-808.
- Donna K. Hobgood (2011), Personality traits of aggression-submissiveness and perfectionism associate with ABO blood groups through catecholamine activities, Medical Hypotheses, 77, 2, 294-300.
- Nawata K (2014), No relationship between blood type and personality: Evidence from large-scale surveys in Japan and the US, Japanese Journal of Psychology, 85, 2, 148-156.
- Tsuchimine S, Saruwatari J, Kaneda A, Yasui-Furukori N (2015), ABO Blood Type and Personality Traits in Healthy Japanese Subjects, PLoS ONE, 10, 5, e0126983.